# トリー・デファルコ
トリー・デファルコ（Torey DeFalco、1997年4月10日 - ）は、アメリカ合衆国の男子バレーボール選手。アメリカ代表。

## 来歴

### クラブチーム
カリフォルニア州ハンティントンビーチ出身。カリフォルニア州立大学ロングビーチ校在学中はNCAAバレーボール選手権で優勝しMVPに選ばれた。2019年、イタリアセリエA1のCallipo Sportへ入団し、そこで2年間プレーした。2021/22シーズンはポーランドのインディクポルAZSオルシュティンと契約し1年間プレーした。2022年6月にアセッコ・レソヴィア・ジェシュフへの移籍が発表され、2022/23シーズンのプラスリーガでは3位となり、自身もベストアウトサイドヒッター賞を受賞した。2024年、SVリーグのジェイテクトSTINGS愛知への入団が発表された。

### 代表チーム
アンダーカテゴリーの代表として2015年のU-19世界選手権に出場した。同年にシニア代表に初選出された。2019年、ワールドカップで銅メダルを獲得した。2021年の東京五輪に出場した。2022年、ネーションズリーグで銀メダルを獲得した。同年、ポーランドで開催された世界選手権に出場した。2023年、パリ五輪予選/ワールドカップにてパリ五輪出場権に貢献した。

## 球歴
- オリンピック - 2021年、2024年
- 世界選手権 - 2022年
- ワールドカップ - 2019年、2023年
- ネーションズリーグ - 2018年、2019年、2021年、2022年、2023年
- ワールドリーグ - 2017年

## 受賞歴
- 2019年 NCAAバレーボール選手権 MVP、ベストアウトサイドヒッター賞
- 2019年 北中米選手権 ベストスパイカー賞
- 2022年 2021/22ポーランドプラスリーガ ベストスコアラー賞
- 2023年 2022/23ポーランドプラスリーガ ベストアウトサイドヒッター賞

## 所属クラブ
- カリフォルニア州立大学ロングビーチ校
- Callipo Sport（2019-2021年）
- インディクポルAZSオルシュティン（2021-2022年）
- アセッコ・レソヴィア・ジェシュフ（2022-2024年）
- ジェイテクトSTINGS愛知（2024年-）